# Karl von Plehwe (General)
Karl Albrecht Theobald Joachim von Plehwe (* 7. März 1825 in Berlin; † 18. Oktober 1886 in Baden-Baden) war ein preußischer Generalmajor und Kommandeur der 8. Infanterie-Brigade.

## Leben

### Herkunft
Karl war ein Sohn des preußischen Generalleutnants Bernhard von Plehwe (1792–1858) und dessen Ehefrau Georgine, geborene Krüger (1791–1866).

### Werdegang
Nach dem Besuch der Kadettenhäuser in Potsdam und Berlin wurde Plehwe am 9. August 1842 als Sekondeleutnant mit Patent vom 16. September 1842 dem 1. Garde-Regiment zu Fuß der Preußischen Armee aggregiert. Er wurde am 14. November 1844 zunächst über den Etat und am 19. April 1846 in den Etat einrangiert. Vom 1. Januar bis zum 31. Dezember 1849 war er zum II. Bataillon im 2. Garde-Landwehr-Regiment kommandiert. In dieser Zeit nahm Plehwe während der Niederschlagung der Badischen Revolution an den Gefechten bei Wiesenthal, Neudorf, Durlach, Kuppenheim sowie Kirchheimbolanden teil und erhielt dafür am 21. Juni 1849 den Roten Adlerorden IV. Klasse mit Schwertern.
Nach seiner Rückkehr ins Regiment wurde er vom 1. April bis zum 30. September 1850 als Lehrer an die Garde-Divisionsschule nach Potsdam kommandiert. Vom 1. Oktober 1851 bis zum 30. September 1856 folgte seine Kommandierung zur Schulabteilung und er stieg zwischenzeitlich zum Premierleutnant auf. Von Ende Januar 1857 bis Ende Mai 1859 war Plehwe als Kompanieführer erneut zur Schulabteilung kommandiert und wurde in dieser Eigenschaft Mitte August 1857 Hauptmann. Am 23. Mai 1859 erfolgte seine Ernennung zum Kompaniechef im 1. Garde-Regiment zu Fuß. Vom 25. Juni bis zum 31. Juli 1859 war er als Kompanieführer in das mobile III. Bataillon des 1. Garde-Landwehr-Regiments nach Graudenz kommandiert. Am 23. Februar 1861 wurde Plehwe als Kompaniechef in das 3. Garde-Regiment zu Fuß versetzt, dass er 1864 im Krieg gegen Dänemark bei Eritsoe und Fredericia führte. Am 17. Dezember 1864 zum Major befördert, war er vom 8. Juni bis zum 21. Juni 1865 zur Führung des II. Bataillons im 1. Garde-Landwehr-Regiment nach Stettin kommandiert. Am 3. April 1866 wurde er zum Kommandeur des I. Bataillons im 3. Garde-Regiment zu Fuß ernannt.
Während des Deutschen Krieges von 1866 kämpfte er bei Soor, Königinhof und Königgrätz. Nach dem Krieg wurde er am 22. März 1868 zum Oberstleutnant befördert. Während der Mobilmachung zum Deutsch-Französischen Krieg wurde er am 18. Juli 1870 zum Kommandeur des 1. Garde-Landwehr-Regiments und am 27. Juli 1870 zum Ritter des Johanniterordens ernannt. Er nahm an den Belagerungen von Straßburg und Paris sowie den Gefechten bei Bougival und Droue teil. Ausgezeichnet mit dem Eisernen Kreuz II. Klasse wurde er am 18. Januar 1871 zum Oberst befördert.
Nach dem Krieg wurde Plehwe am 25. März 1871 zu den Offizieren von der Armee versetzt und am 15. April 1871 zum Kommandeur des 2. Hannoverschen Infanterie-Regiments Nr. 77 ernannt. Am 12. September 1873 erhielt er den Roten Adlerorden III. Klasse mit Schwertern. Unter Stellung à la suite seines Regiments wurde Plehwe am 13. April 1875 Kommandeur der 8. Infanterie-Brigade in Bromberg und am 18. April 1875 zum Generalmajor befördert. In Genehmigung seines Abschiedsgesuches wurde er am 10. August 1876 mit Pension zur Disposition gestellt.
Er starb am 18. Oktober 1886 in Baden-Baden.

### Familie
Plehwe heiratete am 6. Juni 1856 in Potsdam Helene von Pusch (1838–1868). Nach ihrem Tod ehelichte er 16. September 1872 Alma von Borcke (1847–1926), verwitwete von Delitz. Aus den Ehen gingen folgende Kinder hervor:
- Martha (1860–1922)

⚭  1896 Rudolf Tortilowitz von Batocki († 1898), Oberstaatsanwalt
⚭  1899 Hans Joachim von Plehwe (* 1867)
- Hanskarl (* 1873), preußischer Oberleutnant, Kunstmaler
- Waldemar (* 1875), preußischer Oberstleutnant ⚭ 10. Juni 1905 Auguste von Wilcke (* 1884)[1]